# 克里茲巴夫鄉
45°49′N 25°28′E / 45.817°N 25.467°E
克里茲巴夫鄉（羅馬尼亞語：Comuna Crizbav, Brașov），是羅馬尼亞的鄉份，位於該國中部，由布拉索夫縣負責管轄，面積179平方公里，海拔高度570米，2007年人口2,252，人口密度每平方公里13人。